# 빈푹성
빈푹성(베트남어: Tỉnh Vĩnh Phúc / 省永福)은 베트남의 오래된 지방이다. 2025년 6월 12일, 빈푹성 성이 푸토성 편입되었다.

## 어원
빈푹성이라는 지명은 한월어 영복 (永福)에서 유래되었다.

## 지리
빈푹성은 북부 베트남의 중간 지역인 홍강 삼각주의 끝단에 위치해 있고 세 가지 생태 지역이 있다. 즉, 남쪽의 삼각주, 북쪽의 내륙부, 그리고 그 지역의 산과 3개의 섬이다. 빈푹성은 지리적으로 다음과 같은 위치를 가지고 있다.
- 북쪽은 타이응우옌성(땀다오 산맥의 경계)와 뚜옌꽝성과 접한다.
- 서쪽은 푸토성과 로강의 자연 경계에 접해 있다.
- 남쪽은 선떠이의 마을과 맞닿아 있으며, 하노이의 바비현, 푹토현은 홍강의 자연 경계가 있다.
- 동쪽은 하노이에 있는 속선현과 메린현의 두 지역과 접하고 있다.

노이바이 국제공항에서 가깝고, 수도 하노이에 인접하여, 베트남의 경제 발전의 축이 되는 편리한 도로, 철도 및 하천 교통 시스템을 갖추고 있다.

### 기후
연간 평균 기온은 24 °C, 땀다오 지역은 해발 1,000m 고도에서 연간 평균 온도가 18.4 °C이다. 땀다오는 북쪽 평야보다 5 °C 낮은 일별 온도를 가지고 있다.
연평균 강수량은 1,400mm에서 1,600mm에 이른다.
특히 빈옌의 평야와 중부지역의 연평균 강수량은 1323.8mm이다. 땀다오의 산악 지역은 2140mm이다. 강우량은 주로 5월부터 10월까지 집중되어 이 시기의 강수량이 연중 전체 강수량의 80%를 차지한다. 이듬해 11월부터 4월까지의 건기는 한 해 전체 강수량의 20%에 불과하다.

## 행정 구역
빈푹성에는 15의 프엉, 12의 시와 110의 싸를 포함하여 137개의 행정구역이 있다. 인구의 37%는 도시 지역에서 살고, 인구의 63%는 시골 지역에서 산다.

### 시
- 빈옌시 (Vĩnh Yên / 永安) - 성도
- 푹옌시 (Phúc Yên / 福安)

### 현
- 빈쑤옌현 (Bình Xuyên / 平川)
- 럽탁현 (Lập Thạch / 立石)
- 송로현 (Sông Lô / 瀧瀘)
- 땀다오현 (Tam Đảo / 三島)
- 땀즈엉현 (Tam Dương / 三陽)
- 빈뜨엉현 (Vĩnh Tường / 永祥)
- 옌락현 (Yên Lạc / 安樂)

## 명소
- 다이라이 호수 (Hồ Đại Lải)
- 땀다오 (Tam Đảo)
- 자로안 사원 유적

## 자매 결연
- 대한민국 경기도
- 베트남 벤째성
- 라오스 루앙남타주
- 라오스 우돔싸이주
- 라오스 퐁살리 주

## 같이 보기
- 홍 강 삼각주